# Moorbutter

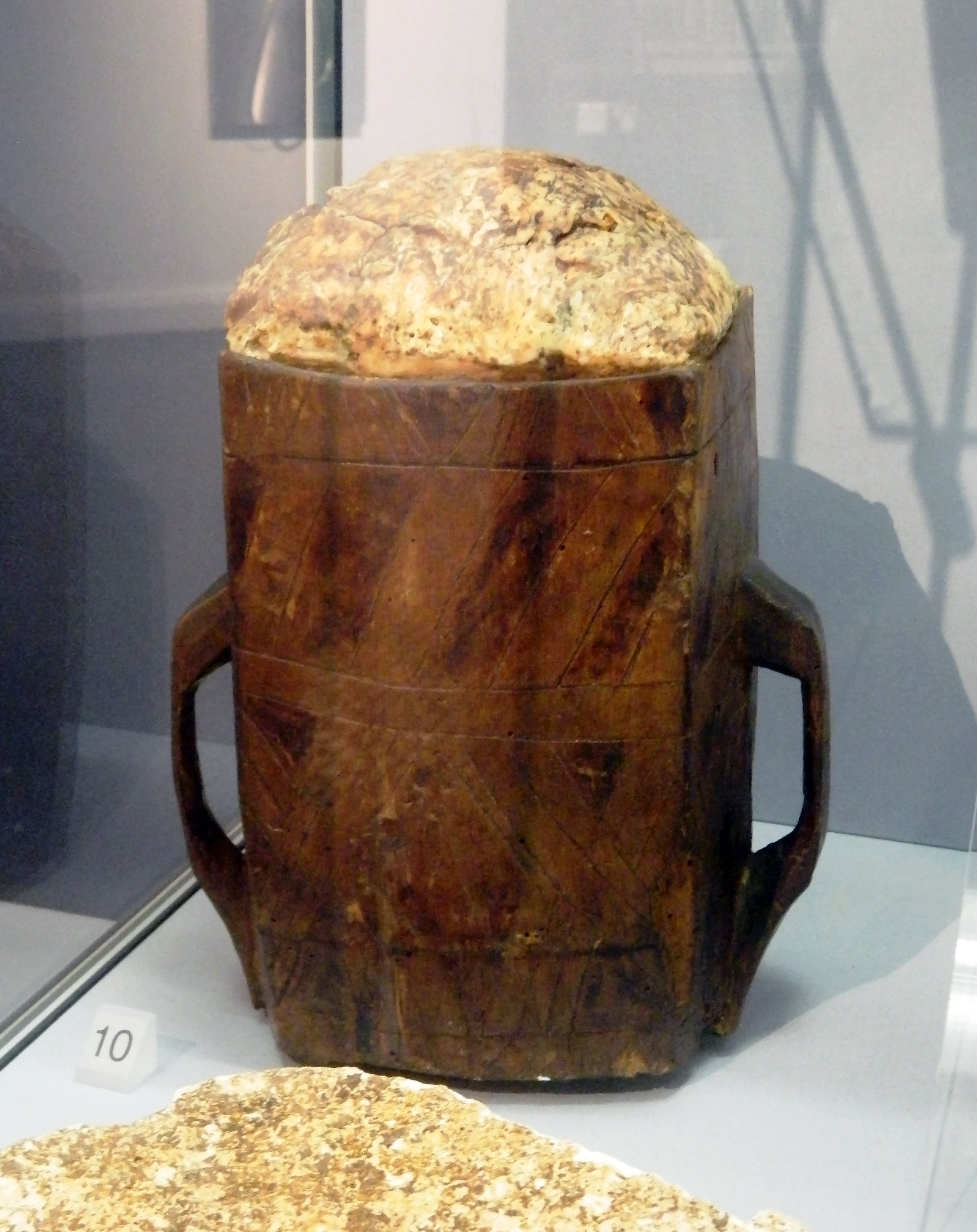
Ein hölzerner Behälter mit Moorbutter aus der Nähe von Portadown, County Fermanagh aus dem 15./16. Jahrhundert im Ulster Museum

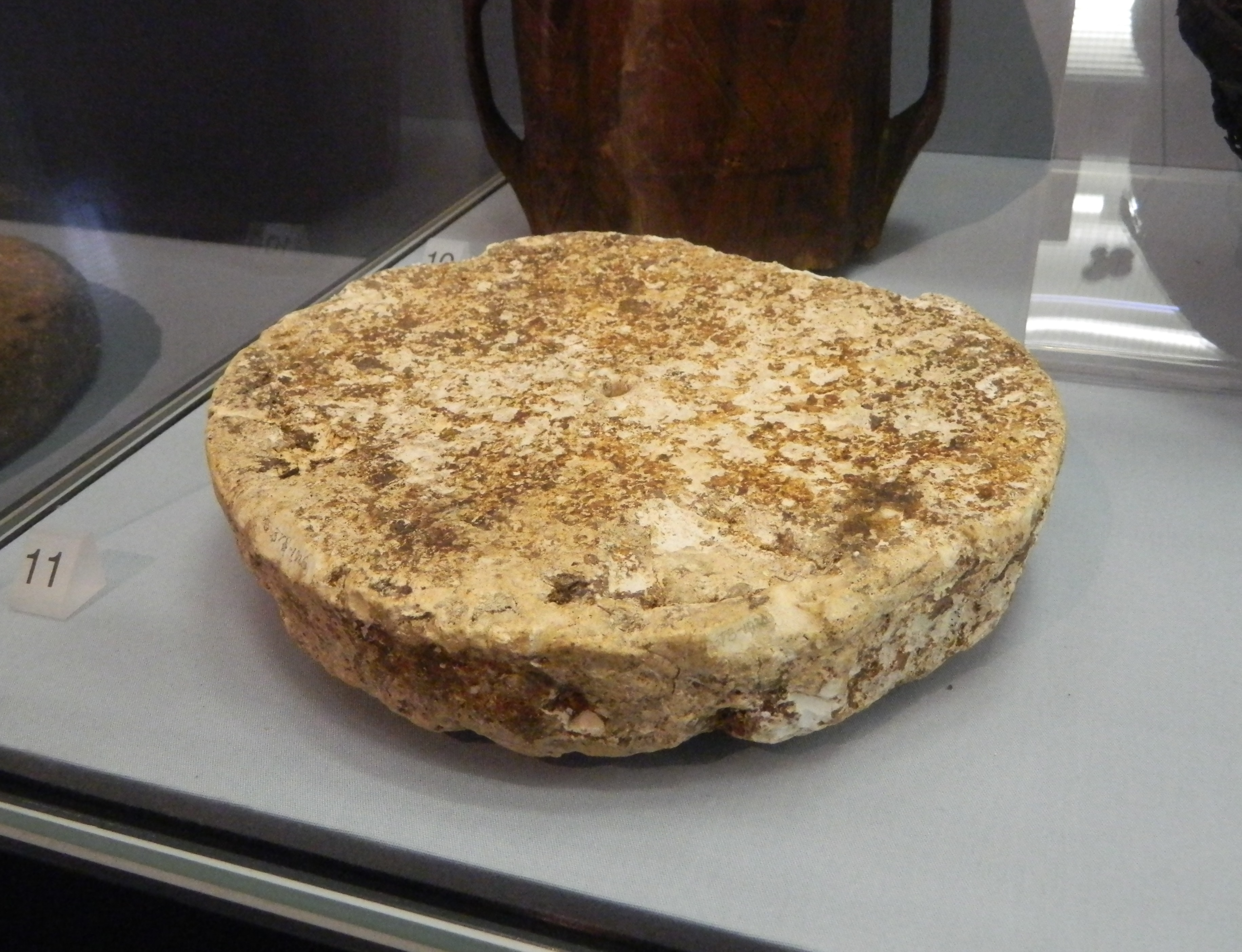
Moorbutter aus Enniskillen, County Fermanagh aus dem 15./16. Jahrhundert im Ulster Museum

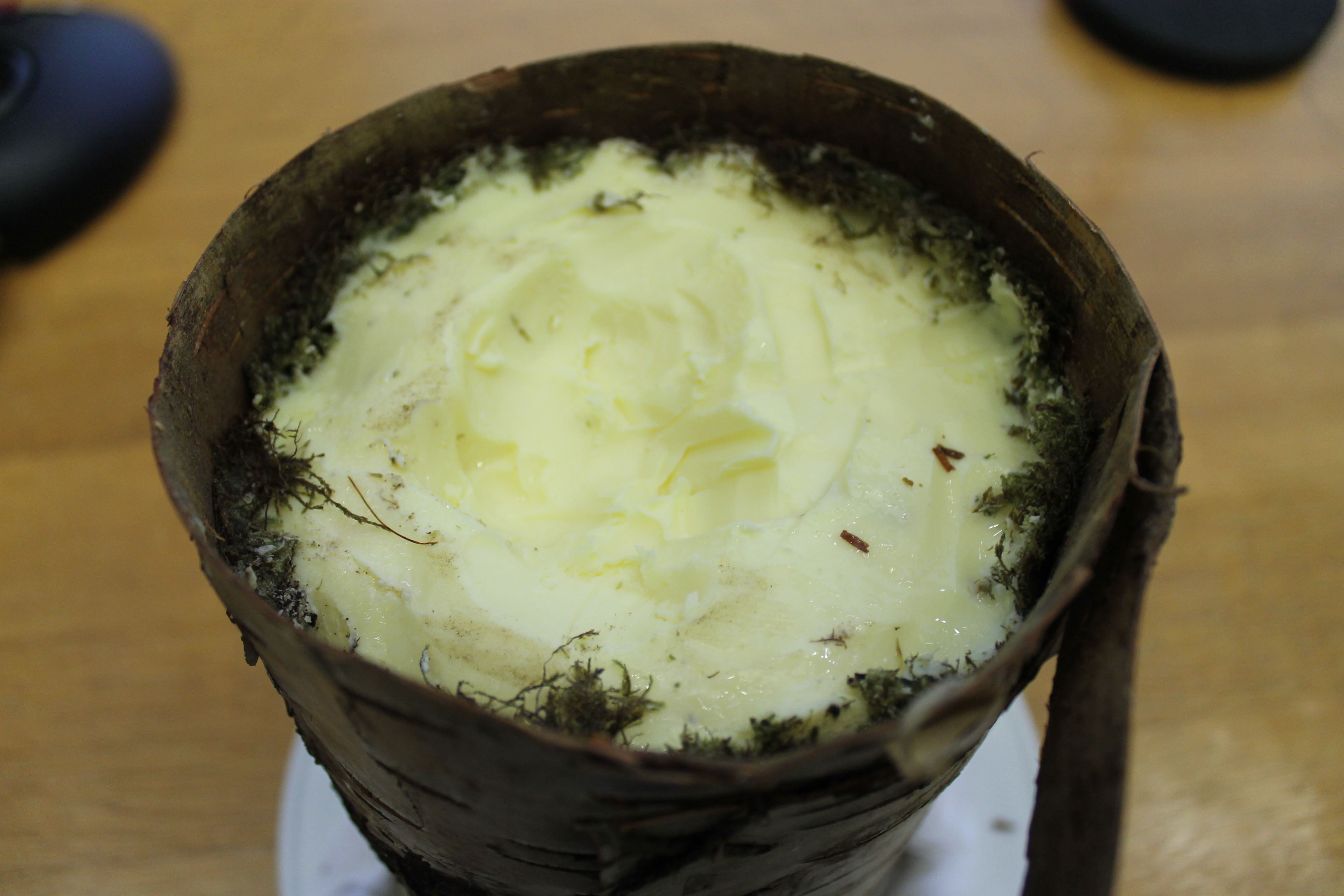
Experimentalarchäologisch hergestellte Moorbutter

Moorbutter ist die Bezeichnung für wachsartige Substanzen, die in Torfmooren gefunden wurden. Die Mehrheit der Funde hat ihren Ursprung in Milchfett, bei den anderen handelt es sich um Schlachtfett wie Schmalz oder Talg. Die häufigsten und von der Masse größten Funde wurden in Irland und Schottland gemacht. Eine geringere Zahl, ausschließlich Kleinmengen, stammt aus Norwegen, den Niederlanden, Schleswig-Holstein, Ostfriesland und Pommern.

## Britische Inseln
Funde von Moorbutter sind aus Irland und Schottland seit dem 17. Jahrhundert dokumentiert. Sie wurden besonders im 19. Jahrhundert in Torfstichen gemacht, als der Torf in verstärktem Umfang abgebaut wurde. Die Torfstecher hatten durch den Verkauf der Moorbutter, die als Wagenschmiere oder Heilmittel zur äußeren Anwendung benutzt wurde, einen Nebenverdienst.
Bisher sind nahezu 500 Funde von Moorbutter dokumentiert. Die Größen der Einzelfunde beginnen bei Kleinmengen von 100 bis 150 g, erreichen aber häufig mehr als 20 kg, in einem Fall sogar 50 kg. Mehr als die Hälfte aller Moorbutterfunde war in hölzernen Gefäßen wie Fässern, Eimern oder Bechern verpackt. Weitere Funde waren in Pflanzenblättern, Tierhäuten oder Tüchern eingewickelt oder in Schweinsblasen oder Weidenkörben verpackt. Rund ein Drittel der Funde wurde ohne erkennbare Verpackung gefunden. Der älteste bisher untersuchte irische Fund stammt aus Knockdrin (irisch: Cnoc Droinne) im irischen County Offaly, der mittels Radiokohlenstoffdatierung in die Zeit zwischen 1745 und 1635 v. Chr. datiert werden konnte. Zu den bekanntesten Funden gehört der etwa 35 kg schwere, in einem Eichenfass verpackte Fund aus Gilltown, County Kildare, der in das 1. Jahrtausend v. Chr. datiert. Die ältesten schottischen Funde stammen laut Radiokohlenstoffdatierung aus dem 3. und 2. Jahrhundert vor Chr. Eine Forschungsgruppe der Universität Bristol untersuchte in den 1990er-Jahren die Zusammensetzung der Fettsäuren schottischer Moorbutter. Von neun untersuchten Proben waren sechs auf der Basis von Milchfett, die anderen aus Schlachtfett erzeugt worden. Butterfunde sind unter anderem im National Museum of Ireland in Dublin sowie im National Museum of Scotland in Edinburgh ausgestellt.

## Europäisches Festland
In den Mooren Kontinentaleuropas wurden bisher nur geringe Funde von Butter dokumentiert. Diese wurden meist als Opfer- oder Grabbeigaben gedeutet. Der in Fachkreisen umstrittene Archäologe Alfred Dieck erwähnte Butter als Beigabe bei einer 1879 im Günzer See bei Stralsund, sowie bei einer 1861 auf der Insel Fehmarn gefundenen Moorleiche. Diese beiden Funde lassen sich jedoch aufgrund der nicht nachprüfbaren Quellen nicht bestätigen.

## Deutung
Warum die Butter im Moor vergraben wurde, ist nicht abschließend geklärt. Als wahrscheinlichste Variante gilt, dass überschüssige Butter im Sommer auf diese Weise unter Luftabschluss konserviert wurde. Möglicherweise handelte es sich dabei auch um eine Art Geschmacksveredelung. So erwähnte William Petty im 17. Jahrhundert, dass die Iren „strong butter“, eine ranzige Butter aßen, die durch Lagerung im Moor reif gemacht worden war. Auch sein Zeitgenosse, der Dichter Samuel Butler, berichtete, dass in Irland Butter für sieben Jahre im Moor vergraben wurde. In Irland wird mehrheitlich die Meinung vertreten, dass die Gewohnheit eine religiöse Bedeutung hatte. Da Butter in Irland in Behältern aus Holz, Rinde, Haut und Stoff und Korb gefunden worden ist, neigt man zu dieser Theorie, andererseits gab es historisch neben Keramik oder den sehr wertvollen Metallen kaum andere Materialien zur Herstellung von Behältern für Butter. Die mit nur sehr wenigen Ausnahmen in Keramikgefäßen verpackten Butterfunde aus der Bronzezeit wurden als Speisenbeigabe bei Bestattungen deponiert. Die bekannten Moorbutterfunde weisen verglichen mit den ansonsten gut erforschten zeitgleichen Hort- oder Opferfunden metallener Gegenstände nur wenige Gemeinsamkeiten auf, was eher gegen eine Opfertheorie als eher für die Konservierungstheorie sprechen würde. Bei 20 der etwa 46 eisenzeitlichen Moorbutterfunden lagen die Depots in der Nähe historischer politischer oder natürlicher Grenzen, ein Phänomen, das auch bei irischen Moorleichen beobachtet wurde, und in einem rituellen Zusammenhang gesehen wird.